# Rabini Wrocławia

Synagoga pod Białym Bocianem we Wrocławiu

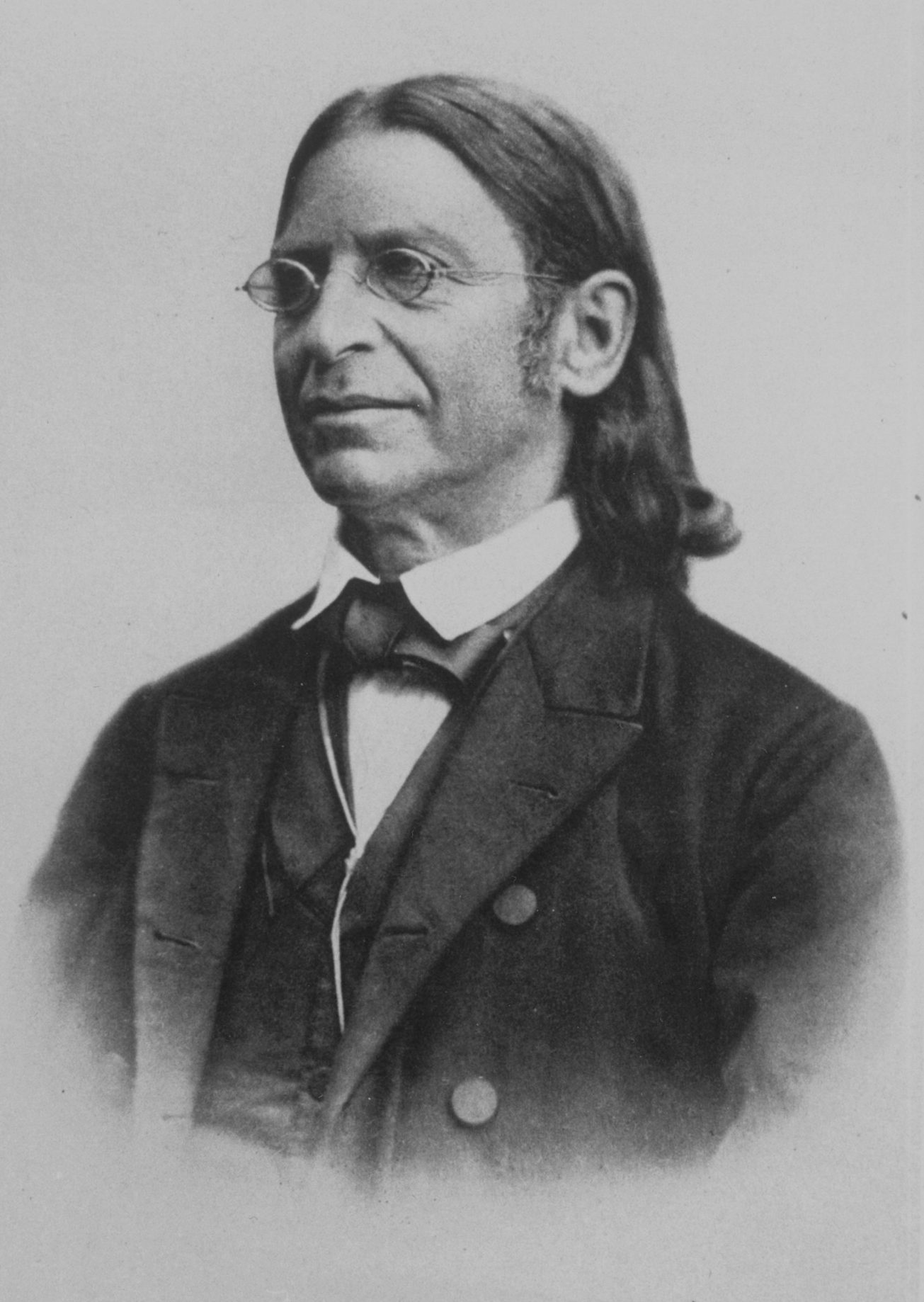
Abraham Geiger

Rabini Wrocławia – lista rabinów dolnośląskiej stolicy Wrocław (przed nazwiskiem – daty piastowania funkcji rabina).

## Do 1945

### Rabini ortodoksyjni
- 1793–1799: Isaiah Pick Berlin[1]
- 1887–1921: Ferdinand Rosenthal[2][3][4]
- 1921–1938: Moses Hoffman[5][6]
- 1938–1943: Bernard Hamburger[7][6]

### Rabini liberalni
- 1834–1863: Abraham Geiger (1810–1874)[8].[9]
- 1863–1890: Manuel Joël[10][9]
- 1891–1919: Jakob Guttmann[11][9]
- 1920-1938: Herman Vogelstein[12]
- 1938–1943: Reinhold Lewin[13]

## Od 1945
- 1946–1951: Szulim Treisman[14]
- 1952–1956: Aron Muszel[15]
- 1957–1966: Uszer Zibes[16]
- 2000–2001: Ron Hoffberg[17]
- 2002–2003: Ivan Caine[18]
- 2006–2011: Icchak Rapoport[19]
- 2012–2013: Samuel Rosenberg[20].
- 2013–2015: Tyson Herberger[21]
- 2015-2020 David Basok[22][23]